# 道の駅森と湖の里ほろかない
道の駅森と湖の里 ほろかない（みちのえき もりとみずうみのさと ほろかない）は、北海道雨竜郡幌加内町にある国道275号の道の駅である。
敷地内には、日帰り入浴可能な温泉と食事施設の入ったメイン施設「幌加内せいわ温泉ルオント」と、お土産等の物販と軽食を提供する「幌加内町物産館」、年中無休、24時間利用可能なトイレ「さわやかトイレ」の3つの建物からなる複合施設で、駐車場も有する。

## 歴史
- 1998年（平成10年）4月17日 - 開駅

## 主な施設
主な施設として、本場の幌加内そばを食べることができるレストランや、日帰りの温泉入浴施設がある。
- 駐車場
  - 普通車：37台
  - 大型車：5台
  - 身障者用：2台
- トイレ（いずれも24時間利用可能）
  - 男：大 2器、小 4器
  - 女：4器
  - 身障者用：2器
- 食事「蕎麦ダイニングそばの里」
- せいわ温泉「幌加内せいわ温泉ルオント」
- 幌加内町物産館

## 休館日
- せいわ温泉ルオント（毎週水曜日）
- 幌加内町物産館（毎週火曜日、冬期間休業）
- さわやかトイレ（無休・24時間利用可能）

## アクセス
- 国道275号
- バス停
  - JR北海道バス深名線 ルオント前

## 周辺
- 朱鞠内湖